# Diareusa conspersa
Diareusa conspersa är en insektsart som beskrevs av Schmidt 1906. Diareusa conspersa ingår i släktet Diareusa och familjen lyktstritar. Inga underarter finns listade i Catalogue of Life.